# Wuthering Heights (minissérie)
Wuthering Heights (br: O Morro dos Ventos Uivantes) é uma adaptação televisiva em duas partes do romance "Wuthering Heights" de Emily Brontë, produzida pela ITV em 2009. Os episódios foram adaptados para TV por Peter Bowker e dirigido por Coky Giedroyc.  As estrelas do programa são Tom Hardy e Charlotte Riley nos papéis dos famosos amantes Heathcliff e Catherine Earnshaw ou 'Cathy'.
A série foi transmitida pela primeira vez em 18 de janeiro de 2009 nos Estados Unidos, como parte da programação Masterpiece Classic da PBS. Foi eventualmente ao ar no Reino Unido em dois episódios de 90 minutos exibidos em duas noites consecutivas, em 30 e 31 de agosto de 2009. 
No Brasil, foi exibido pelo Canal Futura no Cine Conhecimento.

## Sinopse
1848. Heathcliff (Tom Hardy) é atormentado pela perda de Cathy (Charlotte Riley), sua falecida amante e alma gêmea eterna. Heathcliff concebe um plano para espalhar seu ódio e vingança sobre aqueles que o rodeiam.

## Elenco
- Tom Hardy ... Heathcliff
- Charlotte Riley ... Catherine Earnshaw
- Andrew Lincoln ... Edgar Linton
- Kevin McNally ... Sr. Earnshaw
- Burn Gorman ... Hindley Earnshaw
- Sarah Lancashire ... Nelly Dean
- Rosalind Halstead ... Isabella Linton
- Tom Payne ... Linton Heathcliff
- Rebecca Night ... Catherine Linton
- Sia Berkeley ... Frances Earnshaw
- Andrew Hawley ... Hareton Earnshaw
- Des McAleer ... Joseph
- Declan Wheeldon ... Jovem Heathcliff
- Alexandra Pearson ... Jovem Cathy
- Shaughan Seymour ... Dr. Kenneth
- Joseph Taylor ... Jovem Hindley

## Episódios
| # | Título       | Roteirista(s) | Diretor       | Exibição original | #Audiência |
| - | ------------ | ------------- | ------------- | ----------------- | ---------- |
| 1 | "Episódio 1" | Peter Bowker  | Coky Giedroyc | 30 agosto de 2009 | 3.96m      |
| 2 | "Episódio 2" | Peter Bowker  | Coky Giedroyc | 31 agosto de 2009 | 3.99m      |

## Ligações Externas
- Wuthering Heights. no IMDb.
- Wuthering Heights no site Masterpiece
- Review, Leicester Mercury